# États de Corse
Les états de Corse étaient les états provinciaux de la Corse de 1770 à 1789.

## Composition
L'assemblée générale des états de Corse comprenait soixante-neuf députés, un tiers pour chaque ordre.
Les vingt-trois députés dits ecclésiastiques étaient ceux du clergé :
- l'évêque d'Ajaccio ;
- celui de Sagone ;
- le grand-vicaire d'Aléria ;
- les députés des églises cathédrales de Bastia, Sagone, Aléria, Ajaccio et Nebbio ;
- ceux des églises collégiales de Corbara, Calenzana, Speloncato et Luri ;
- les députés des ordres religieux des Servites, des Cordeliers, des Récollets, des Capucins et des Dominicains ;

Les députés dits des provinces étaient ceux de la noblesse et ceux du tiers-état.